# چشمی لنگر
سوراخی که در نزدیکی دماغه کشتی مخصوص عبور طناب و زنجیر لنگر است را چشمی لنگر می‌نامند.

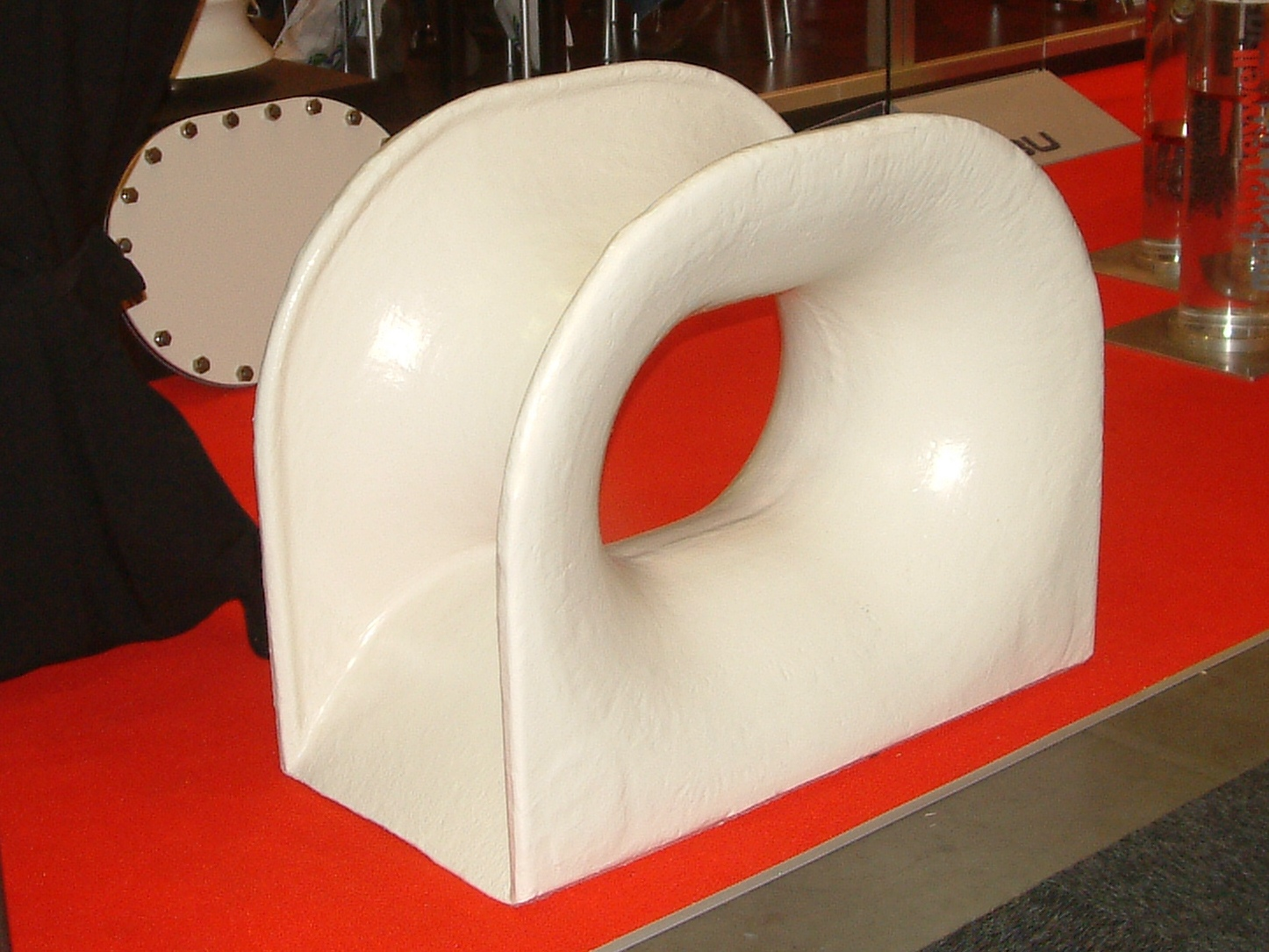
چشمی لنگر.

در برخی کشتی‌ها دالان شیب‌داری تعبیه شده که در سینهٔ کشتی قرار دارد و محل عبور زنجیر لنگر است و آن را دالان زنجیر می‌گویند. ورقه‌ای که بر روی دالان زنجیر قرار می‌گیرد و از ورود آب دریا به آن جلوگیری می‌کند درپوش دالان زنجیر نامیده می‌شود.

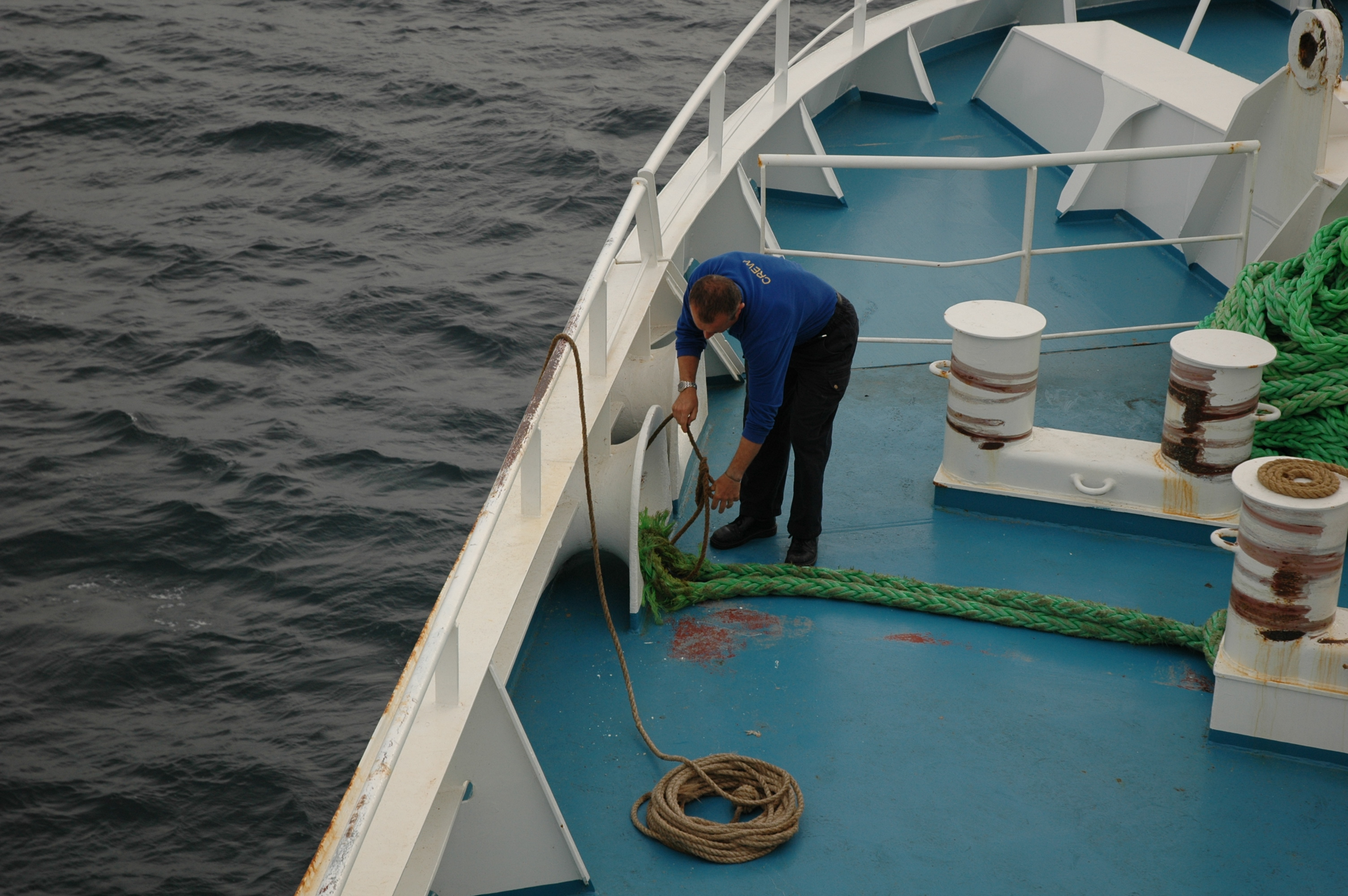
یک ملوان طنابی را از چشمی لنگر عبور می‌دهد.